# Gregor Breitkopf
Gregor Breitkopf (* um 1472 in Konitz, Polnisch-Preußen; † 20. Januar 1529 in Leipzig), auch Gregor Bredekoph, Gregor Brethekopf, Gregorius Bredekopf,  Gregorius Laticephalus de Konitz und  Gregorius Prutenus genannt, war ein deutscher Humanist.

## Leben und Wirken
Breitkopf besuchte seit 1490 die Universität Leipzig und erwarb dort verschiedene akademische Grade, so 1494 Promotion zum Baccalaureus artium, sodann im Jahre 1497 die Promotion zum Magister artium, im Jahre 1523 die Promotion zum Doctor theologiae und 1523 die Promotion zum Licentiatus theologiae.
Nachdem ihm 1498 der Titel eines ‚Magisters der Weltweisheit‘,  Magister philosophiae zugesprochen worden war, hielt er Vorlesungen. 1503  wurde er in die Artistenfakultät aufgenommen. Während seiner 25-jährigen Tätigkeit in Leipzig war er fünfmal Vizerektor, zweimal Dekan und einmal (im Wintersemester 1508/1509) Rektor der Universität. 
Seine kirchliche Karriere begann 1493 mit der Akolythenweihe, gefolgt von der Diakonatsweihe 1502 beides in Merseburg und der Priesterweihe 1503 in Leipzig.
Vom Jahre 1500 bis 1514 gehörte er dem Marienkolleg in Leipzig an, später dem kleinen Fürstenkolleg. Ab Sommer 1508 las er zwei Semester über Astronomie („Spheram et theorias planetarum“). Er war Hörer bei Martin Fuhrmann. Bei der Disputation zwischen Martin Luther und Johannes Eck im Jahr 1519 wurde er zum Disputator gewählt. Nachdem er 1523  Lizentiat geworden war und den akademischen Grad eines Doktors der Theologie erworben hatte, wechselte er später zur Theologischen Fakultät über. Breitkopf galt als bedeutender scholastischer Logiker. Er veröffentlichte philosophische Schriften und gab Werke klassischer lateinischer Autoren wie Horaz, Tibull und Seneca heraus.

## Werke (Auswahl)
- Daß die widertauff yrig sey. 1528.